# Yunggwang-ui Jae-in
Yunggwang-ui Jae-in (영광의 재인?, lett. La gloriosa Jae-in; titolo internazionale Glory Jane) è una serie televisiva sudcoreana trasmessa dal 12 ottobre al 29 dicembre 2011 su KBS2.

## Trama
Yoon Jae-in è un'infermiera laboriosa che non ricorda il suo passato. In realtà, è la figlia di Yoon Il-goo, presidente di una società commerciale, ucciso in un incidente stradale orchestrato dal suo amico Seo Jae-myung per assicurarsi il controllo dell'azienda. Quando la madre di Jae-in, Eun-joo, ricevette la notizia dell'incidente del marito, portò la figlia in ospedale. Tuttavia, a causa della forte pioggia, ebbero un incidente d'auto causato dai sicari di Jae-myung e vennero separate. Jae-myung ordinò al suo autista Kim In-bae di mandare Jae-in, in stato di amnesia, in un orfanotrofio. Eun-joo, invece, finì in coma.
Diciassette anni dopo, il figlio di In-bae, Young-kwang, un giocatore di baseball tra i battitori più promettenti del campionato, si scontra con il suo rivale, il figlio di Jae-myung, Seo In-woo, e finisce in ospedale, dove viene curato da Jae-in. Intanto, Jae-myung ordina che In-bae venga ucciso per evitare che riveli i suoi segreti. Young-kwang decide allora di smettere di essere un giocatore di baseball e di gestire il negozio di pasta di suo padre. Anche Jae-in lascia il posto di infermiera per trovare un lavoro con Young-kwang, e In-woo viene rinnegato dal padre. I tre fanno domanda di assunzione presso l'ufficio di Jae-myung, dove Young-kwang e In-woo continuano a gareggiare per l'affetto di Jae-in, in una rivalità che risale alla loro infanzia.

## Personaggi

### Personaggi principali
- Kim Young-kwang, interpretato da Chun Jung-myung e Ahn Do-gyu (da giovane)
- Yoon Jae-in, interpretata da Park Min-young e Ahn Eun-jung (da giovane)
- Seo In-woo, interpretato da Lee Jang-woo e Kim Ji-hoon (da giovane)
- Cha Hong-joo, interpretata da Lee Jin

### Personaggi secondari
- Seo Jae-myung, interpretato da Son Chang-min
- Seo In-chul, interpretato da Park Sung-woong
- Park Goon-ja, interpretata da Choi Myung-gil
- Kim In-bae, interpretato da Lee Ki-yeol
- Kim Kyung-joo, interpretata da Kim Yun-joo
- Kim Jin-joo, interpretata da Nam Bo-ra
- Oh Soon-nyeo, interpretata da Jung Hye-sun
- Im Jung-ok, interpretata da Kim Sun-kyung
- Heo Young-do, interpretato da Lee Moon-sik
- Joo Dae-sung, interpretato da Kim Sung-oh
- Go Kil-dong, interpretato da Choi Seung-kyung
- Yoon Il-goo, interpretato da Ahn Nae-sang
- Yeo Eun-joo, interpretata da Jang Young-nam
- Allenatore Choi, interpretato da Kim Seung-wook
- Direttore infermieristico, interpretato da Choi Ran
- Oh Jung-hae, interpretata da Noh Kyung-joo

## Ascolti
| Data prima TV | Episodi | A livello nazionale | Seul  |
| ------------- | ------- | ------------------- | ----- |
| 2011-10-12    | 1       | 7.3%                | 8.2%  |
| 2011-10-13    | 2       | 9.1%                | 9.4%  |
| 2011-10-19    | 3       | 12.3%               | 13.6% |
| 2011-10-20    | 4       | 12.3%               | 14.7% |
| 2011-10-26    | 5       | 12.0%               | 13.1% |
| 2011-10-27    | 6       | 12.3%               | 13.7% |
| 2011-11-02    | 7       | 12.2%               | 14.0% |
| 2011-11-03    | 8       | 14.0%               | 16.1% |
| 2011-11-09    | 9       | 12.9%               | 12.3% |
| 2011-11-10    | 10      | 12.6%               | 12.3% |
| 2011-11-16    | 11      | 13.1%               | 14.2% |
| 2011-11-17    | 12      | 13.2%               | 14.3% |
| 2011-11-23    | 13      | 11.9%               | 14.6% |
| 2011-11-24    | 14      | 12.9%               | 14.7% |
| 2011-11-30    | 15      | 12.6%               | 15.2% |
| 2011-12-01    | 16      | 12.4%               | 14.0% |
| 2011-12-07    | 17      | 13.9%               | 16.7% |
| 2011-12-08    | 18      | 14.5%               | 15.9% |
| 2011-12-14    | 19      | 15.4%               | 17.1% |
| 2011-12-15    | 20      | 16.2%               | 18.8% |
| 2011-12-21    | 21      | 14.3%               | 16.6% |
| 2011-12-22    | 22      | 15.2%               | 17.3% |
| 2011-12-28    | 23      | 21.8%               | 24.9% |
| 2011-12-28    | 24      | 20.2%               | 22.1% |
| Media         | Media   | 13.5%               | 15.2% |

Fonte: TNS Media Korea

## Colonna sonora
1. Three Kinds of Wishes
2. Because to Me, It's You – Hyolyn
3. Heartburn – Bobby Kim
4. It's Because of Love – Jang Hye-jin
5. My Love – No Brain
6. Love You – Park Sovin
7. Sigla d'apertura
8. 2 Out at the End of Ninth Round
9. Girl's Dream
10. Heart Darker Than Night
11. Run Kim Young Kwang
12. Happy Happy
13. Do You Believe in Love
14. Betrayal and Ambition
15. Rival
16. Love the Second Movement
17. Trauma
18. Get Up and Try for the Eighth Time
19. Dark Shadow
20. The Day of Glory
21. Toward Hope

## Premi e candidature
| Anno | Premi            | Categoria                                                    | Ricevente       |
| ---- | ---------------- | ------------------------------------------------------------ | --------------- |
| 2011 | KBS Drama Awards | Premio di eccellenza, attore in un drama di media lunghezza  | Chun Jung-myung |
| 2011 | KBS Drama Awards | Premio di eccellenza, attrice in un drama di media lunghezza | Park Min-young  |
| 2011 | KBS Drama Awards | Miglior nuovo attore                                         | Lee Jang-woo    |

## Trasmissioni internazionali
| Paese         | Canale/i                | Prima TV                                      |
| ------------- | ----------------------- | --------------------------------------------- |
| Corea del Sud | KBS2                    | 12 ottobre al 29 dicembre 2011                |
| Taiwan        | Videoland Drama Channel | 5 marzo al 25 aprile 2012 1 al 26 aprile 2013 |
| Taiwan        | ELTA TV                 | 29 agosto al 1º ottobre 2013                  |
| Hong Kong     | TVB Drama 1             | 14 aprile al 30 giugno 2012                   |
| Filippine     | ABS-CBN                 | 25 febbraio al 24 maggio 2013                 |
| Thailandia    | Workpoint TV            |                                               |